# Inženýrská geodézie
Inženýrská geodézie je část geodézie, která řeší úkoly související s budováním vytyčovacích sítí, vytyčováním a kontrolním měřením prostorové polohy stavebních objektů, vytyčováním a kontrolou geometrických parametrů průmyslových objektů a zařízení, zaměřováním území pro projekt a vyhotovením geodetické části dokumentace skutečného provedení stavebního díla.

## Příklady činnosti
- vytyčení a zaměření stavby a staveniště nebo dokumentace stávajícího stavu
- vybudování vytyčovací sítě
- pozorování a měření posunů staveb
- kontrola osazení konstrukčních prvků
- zaměření a kontrolní měření skutečného provedení stavby a objektů
- určování objemů při zemních pracích, určení objemu skládek materiálu